# 워싱턴 D.C.의 기

워싱턴 D.C.의 기

워싱턴 D.C.의 기는 1938년 10월 15일에 제정되었다. 하얀색 바탕 가운데에 2개의 빨간색 가로 줄무늬가 그려져 있으며 가로 줄무늬 위에는 3개의 빨간색 별이 그려져 있다. 기의 원형은 미국의 초대 대통령인 조지 워싱턴의 가문의 문장에서 유래되었다.

## 같이 보기
- 조지 워싱턴
- 미국의 국기
- 메릴랜드주의 기
- 시카고의 기
- 기학
- 문장학